# Cruz
Cruz – miasto w północno-wschodniej Brazylii, w stanie Ceará, nad rzeką Acaraú.